# Małgorzata Cybulska (jeźdźczyni)
Małgorzata Cybulska (ur. 28 marca 1998 w Toruniu) – polska zawodniczka jeździectwa sportowego.

## Życiorys
Jeździć konno zaczęła w wieku 8 lat, natomiast w wieku 10 lat przeniosła się do klubu sportowego. Uprawia konkurencję Wszechstronny konkurs konia wierzchowego (WKKW). W 2015 i 2016 reprezentowała Polskę w Mistrzostwach Europy Juniorów, a w 2017 i 2018 w Mistrzostwach Europy Młodych Jeźdźców. 
W swojej karierze pięciokrotnie zdobywała medale w Mistrzostwach Polski WKKW w kategoriach juniorskich, w tym raz w dyscyplinie ujeżdżenia. W 2019 przeszła operację w związku ze zdiagnozowaną u niej dyskopatią kręgosłupa, a następnie sześciomiesięczną rehabilitację. Jeszcze w tym samym roku jako najmłodsza uczestniczka Mistrzostw Europy WKKW Seniorów w niemieckim Luhmühlen zadebiutowała w tej kategorii wiekowej zdobywając indywidualny wynik kwalifikacyjny do Igrzysk Olimpijskich w Tokio. W 2021 znalazła się w składzie polskiej reprezentacji olimpijskiej na Igrzyska Olimpijskie w Tokio, która wywalczyła 13 miejsce drużynowo dla Polski. Małgorzata Cybulska oraz Joanna Pawlak to także pierwsze kobiety w historii polskiego WKKW, które reprezentowały Polskę na Igrzyskach Olimpijskich w podstawowym składzie.
Obecnie reprezentuje klub Stowarzyszenie Jeździeckie Baborówko.
Autorka jednego z pierwszych w Polsce młodzieżowych blogów jeździeckich www.zebrazklasa.com prowadzonego w latach 2012-2019.

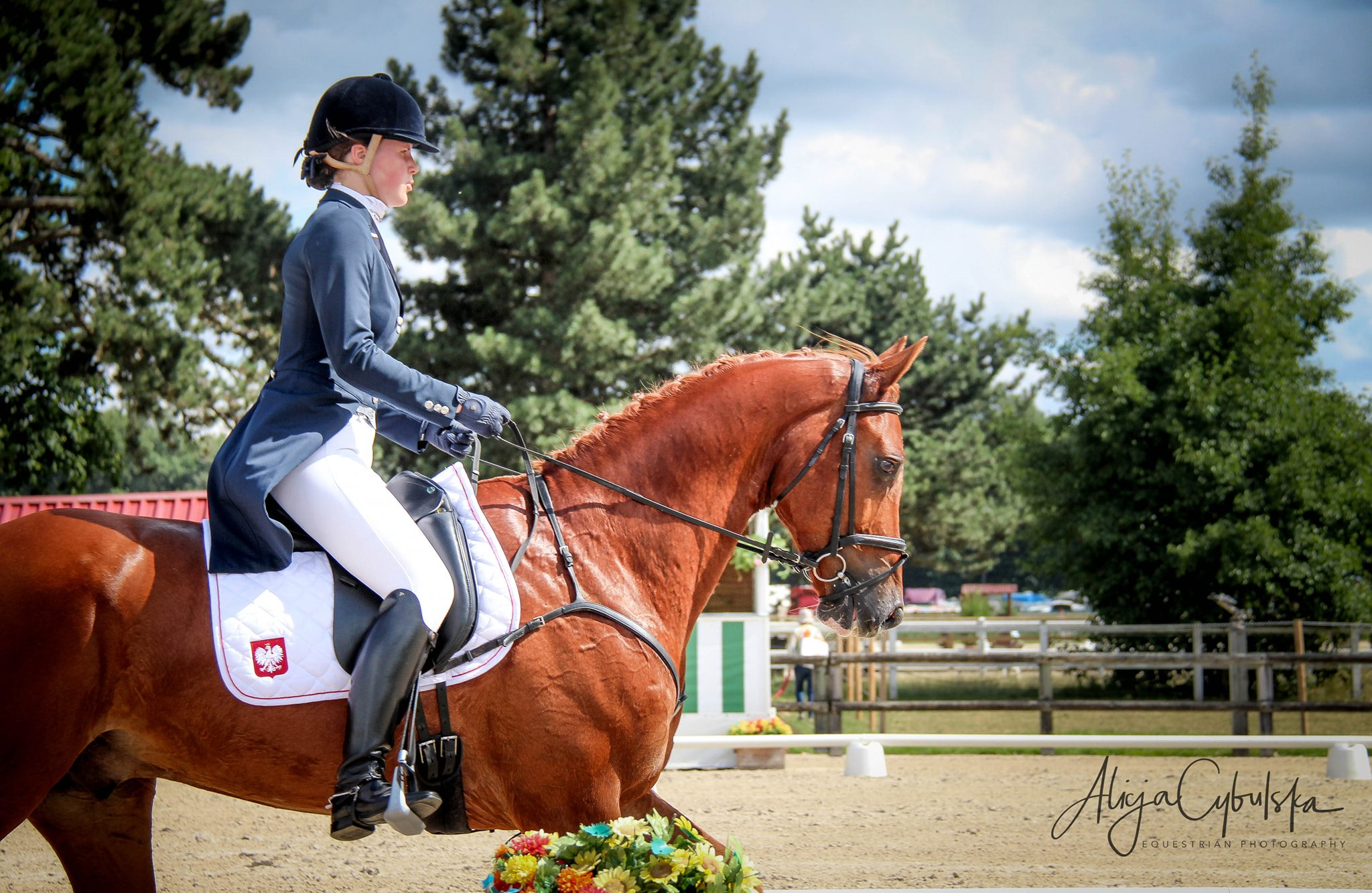

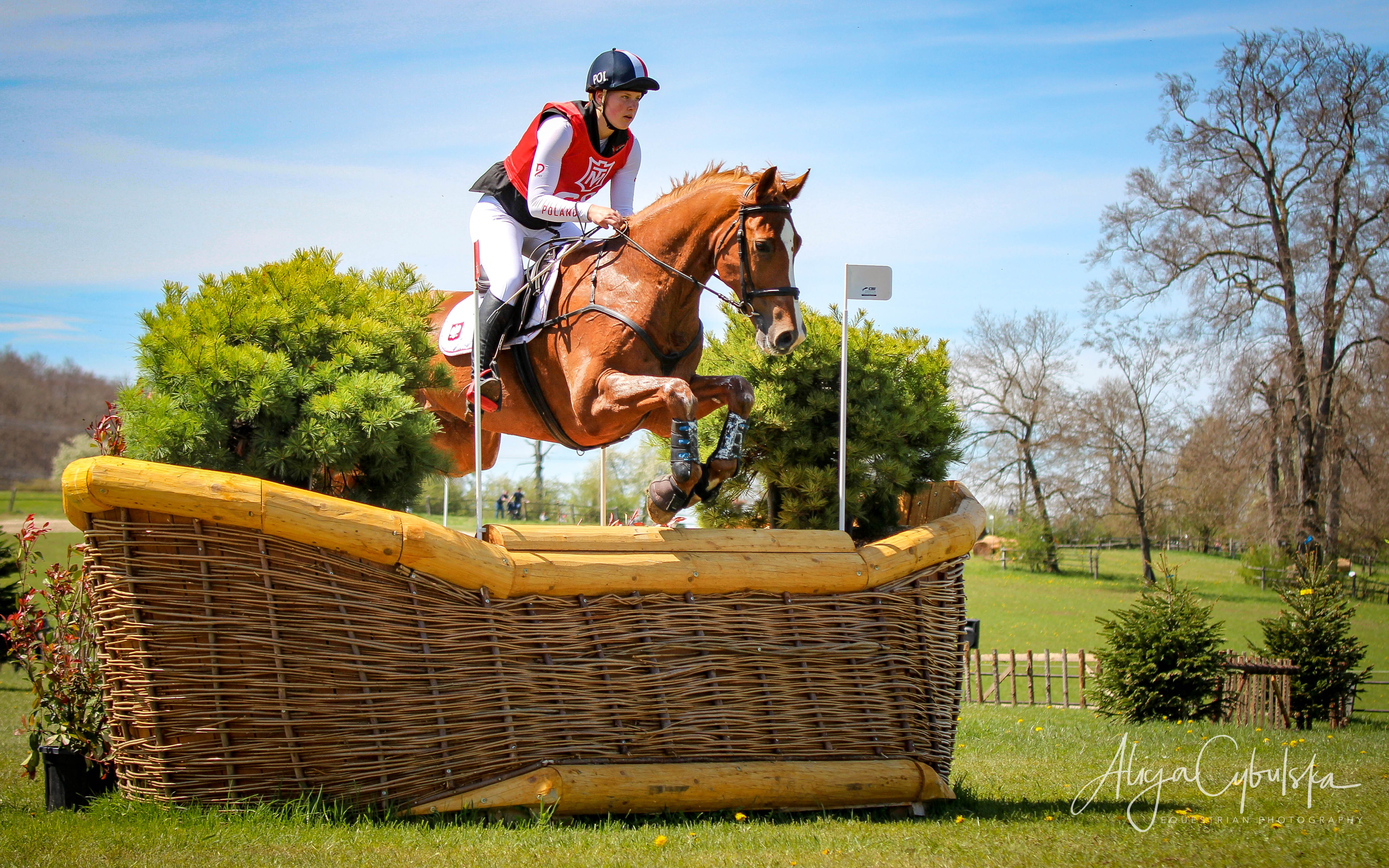

Wzrost: 181cm

## Najważniejsze wyniki[7][4]
2012:
·        3 miejsce (na koniu Sojuz) - Olimpiada Młodzieży - Mistrzostwa Polski Juniorów Młodszych WKKW
2013:
·        1 miejsce (Donkaster) - Olimpiada Młodzieży - Mistrzostwa Polski Juniorów Młodszych WKKW
·        3 miejsce - Puchar Polski Juniorów Młodszych WKKW (Donkaster)
2015:
·        2 miejsce (Sir Scotty) - Puchar Polski WKKW Juniorów (Sir Scotty)
·        1 miejsce - rankingu WKKW juniorów Polskiego Związku Jeździeckiego (PZJ)
·        46 miejsce (Sir Scotty) - Mistrzostwa Europy WKKW Juniorów w Białym Borze
·        1 miejsce (Chenaro 2) - CCI1* Strzegom
·        2 miejsce (Sir Scotty) - CIC1*J Strzegom
2016:
·        2 miejsce (Chenaro 2) - CIC1* Jaroszówka
·        3 miejsce (Chenaro 2) - CIC1*J Strzegom
·        3 miejsce (Chenaro 2) - Mistrzostwa Polski Juniorów w ujeżdżeniu (Chenaro 2)
·        3 miejsce (Chenaro 2) - Mistrzostwa Polski Juniorów WKKW
·        24 miejsce indywidualnie (Chenaro 2) - Mistrzostwa Europy WKKW Juniorów w Montelibretti (Włochy)
·        6 miejsce drużynowo (Chenaro 2) - Mistrzostwa Europy WKKW Juniorów w Montelibretti (Włochy)
·        1 miejsce - Puchar Polski WKKW Juniorów
2017:
·        1 miejsce (Chenaro 2) - Mistrzostwa Polski Młodych WKKW Młodych Jeźdźców (Chenaro 2)
·        2 miejsce (Chenaro 2) - CIC2* Sopot
·        29 miejsce indywidualnie (Chenaro 2) - Mistrzostwa Europy WKKW Młodych Jeźdźców w Millstreet (Irlandia) (Chenaro 2)
·        8 miejsce drużynowo (Chenaro 2) - Mistrzostwa Europy WKKW Młodych Jeźdźców w Millstreet (Irlandia) (Chenaro 2)
2018:
·        1 miejsce w rankingu Juniorów Młodszych WKKW Polskiego Związku Jeździeckiego
·        1 miejsce (Chenaro 2) - CCI1* Renswoude (Holandia)
·        3 miejsce (Chenaro 2) - CIC2* Sopot
·        21 miejsce indywidualnie (Chenaro 2) - Mistrzostwa Europy WKKW Młodych Jeźdźców w Fontainebleau (Francja) (Chenaro 2)
·        11 miejsce drużynowo (Chenaro 2) - Mistrzostwa Europy WKKW Młodych Jeźdźców w Fontainebleau (Francja) (Chenaro 2)
2019:
·        31 miejsce (Chenaro 2) - CCI4*L Mistrzostwa Europy Seniorów WKKW Luhmuhlen (Niemcy) - zdobycie indywidualne wyniku kwalifikacyjnego do Igrzysk Olimpijskich w Tokio 2020
2020:
·        3 miejsce drużynowo (Chenaro 2) - CCIO 4*S Nations Cup w Montelibretti (Włochy)
·        10 miejsce indywidualnie (Chenaro 2) - CCIO 4*S Nations Cup w Montelibretti (Włochy)
2021:
·        13 miejsce drużynowo (Chenaro 2) dla Polski w Igrzyskach Olimpijskich w Tokio 2020 (JAP) C